# Teoria romanului

## Psihanaliza romanului
Marthe Robert a efectuat o psihanaliză a romanului în eseul său Romanul originilor, originile romanului ( titlul originar, Roman des origines, origine du roman (ISBN 2-85181-191-6). În acesta, pornind de la teoria «romanului familial» extrasă dintr-un eseu celebru al lui Sigmund Freud și de la celebrul complex oedipian ea distinge între două mari categorii de roman:
1. Romanul «bastardului realist» 
2. Romanul «copilului găsit»
Conform structurii ternare propuse de criticul literar Nicolae Manolescu, romanul european s-ar putea încadra într-unul din aceste trei tipuri: doric (clasic), ionic  (modern), corintic (romane criptice, postmoderne). Clasificarea criticului român pornește de la tipurile de capiteluri existente în arhitectura Greciei Antice, care aparțin stilurilor doric, ionic sau corintic. Această teorie nu s-a bucurat de audiență internațională, întrucât volumul nu a fost publicat în altă parte decât în România.

## Romanul doric
Romanul clasic (sau realist), căruia i se subscriu scriitorii români de până în a doua jumătate a perioadei interbelice (se consideră anul 1928/1930) respectă un set de norme stricte în alcătuire. Este structurat pe mai multe planuri de acțiune și e împărțit formal în capitole, volume, etc. Se scrie la persoana a III-a, scriitorul este omniprezent (poate face flashback-uri, poate nara ceea ce se întâmplă simultan în mai multe locuri), este ubicuu (prezența lui nu e obligatorie, dar el descrie sentimentele personajelor, descrie acțiunile, pe care le prevestește), preferă istorismul (comentează trecutul personajelor). El e asemenea unui păpușar, rezultatul nefiind oricând veridic. Reprezentanți: Mihail Sadoveanu - "Nicoara Potcoava", "Frații Jderi" etc., Cezar Petrescu - "Calea Victoriei", Liviu Rebreanu - "Ion", "Răscoala" etc.

## Romanul ionic
Romanul modernist se manifestă prin interiorizare. Lumea e văzută prin ochii unui personaj, anume naratorul, reprezentantul autorului. Se scrie la persoana I, se folosește adesea fluxul amintirilor (nu se mai scrie în "prezent istoric", ci se pornește dintr-un punct unic, considerat prezentul, și se scrie întocmai cum "personajul cheie" își amintește). Se folosește scrisoarea, jurnalul (redarea unor asemenea pseudo-creatii ale personajelor), pentru a le deduce sentimentele. Metoda poarta numele de "dosar de existențe". Nu mai sunt prezentate sentimentele altora, eventual cele care sunt deduse de "personajul cheie", nu mai exista omniprezența, totul rezultând fie din dosarul de existențe, fie din întâlnirile directe ale personajelor. Romanul e mult mai veridic. Ex: Camil Petrescu - "Patul lui Procust" și "Ultima noapte de dragoste, întâia noapte de război", cât și H.P. Bengescu în Concert din muzică de Bach. Se poate considera că și Marin Preda în "Viața ca o pradă" și în "Cel mai iubit dintre pământeni" este un scriitor modernist.

## Romanul corintic
Este supranumit și postmodernist sau neomodernist poate și un roman liber. Se poate scrie la persoana I sau III, poate fi un amestec între tipul ionic si doric, se abordează un stil liber, mai adânc. Sentimentele sunt spuse direct, simplu, de către personajul-narator, care este întruparea uneia din ipostazele autorului. Se foloseste pastisa, colajul, se includ chiar si taieturi din ziare (vezi Mircea Nedelciu : Maistrul Ilie Ilie Razachie îsi dă concursul), pentru a arăta un punct de vedere cifrat. 
De altfel, în opinia postmodernistilor, textul (ce se mai cheama si scriitura) este interminabil, infinit, dar, pentru nevoile tipografice, trebuie taiat în bucati de diferite lungimi. In acest tip de roman intra postmodernistii (generatia 80 si 90 - printre care : Mircea Cartarescu - "Orbitor", Nedelciu etc., neomodernistii în proza lui H. Simionescu, O. S. Crohmalniceanu, , dar si precursorii directi si indirecti ai acestora - dandistii si generatia 1900 - Mateiu Caragiale: "Craii de Curtea Veche".)

## Milan Kundera, Arta romanului
Potrivit lui Milan Kundera istoria romanului european (născut pe acest continent odată cu cărțile unor Francois Rabelais sau Cervantes) este chiar istoria explorării existenței umane. În momentul când știința s-a autonomizat pentru a putea analiza lucrurile exterioare, fără a le locui( sau cu termenii lui Martin Heidegger se produce o uitare de sine a Ființării, apare romanul pentru a explora  « lumea viului » (Lebenswelt) ca un soi de cartografiere a acestei regiuni autonome. Istoria romanului este o succesiune de tentative de surprindere a Sinelui, a identității umane (si se urmăresc actele, psihologia, posibilitățile...). 
- Astfel, Rabelais și Cervantes au studiat omul pornind de la acțiunile și aventurile sale ; Richardson a inițiat romanul psihologic ; Balzac a studiat omul în mediul său istoric și social ; Tolstoi a explorat iraționalitatea sufletului ; Flaubert s-a concentrat asupra cotidianului și plictiselii ; Proust asupra neputinței de a opri în loc timpul narațiunii ; Joyce asupra insesizabilei clipe prezente ; Kafka, asupra a ceea ce au devenit posibilitățile vieții în lumea contemporană . 
- La finele acestei evoluții se găsesc paradoxurile terminale ale secolului al XX-lea cu toate bulversările multiple care s-au produs de-a lungul acestuia. Progresul acestei specii literare nu constă într-o simplă ameliorare stilistică ci în descoperirea unor noi posibilități existențiale. 
Singura « morală » a romanului rămâne cunoașterea unor situații concrete , contrară filosofiei care, abstractă nu se poate opri să judece, conformându-se unei vaste tendințe umane care constă întotdeauna a dori să judeci înainte de a înțelege. Romanul suspendă tocmai această judecată demonstrând că există lucruri susceptibile de a avea interpretări și judecăți diferite.